# Zinnschmelze (Hamburg-Barmbek-Nord)

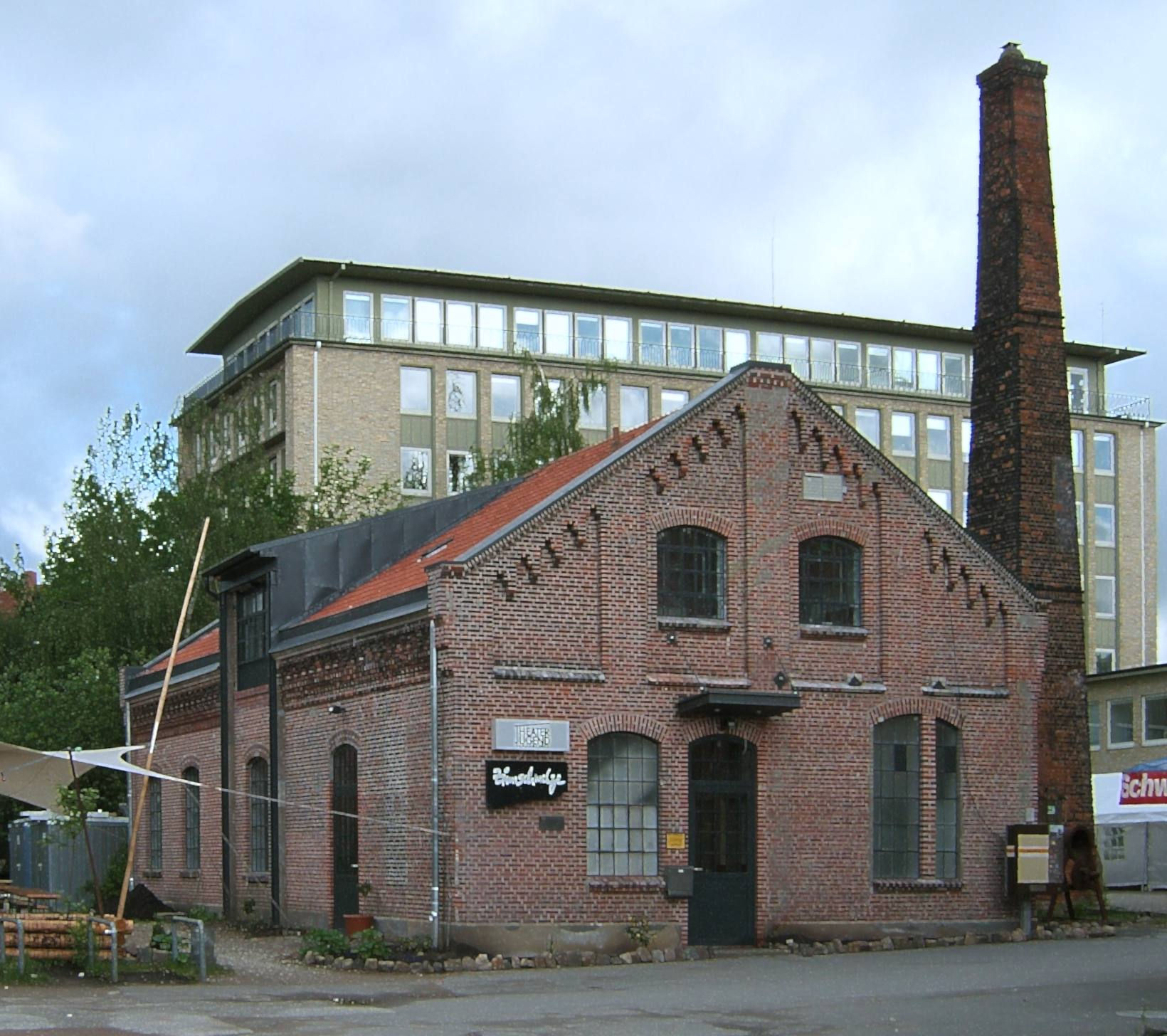
Die Zinnschmelze im Zustand 2006.

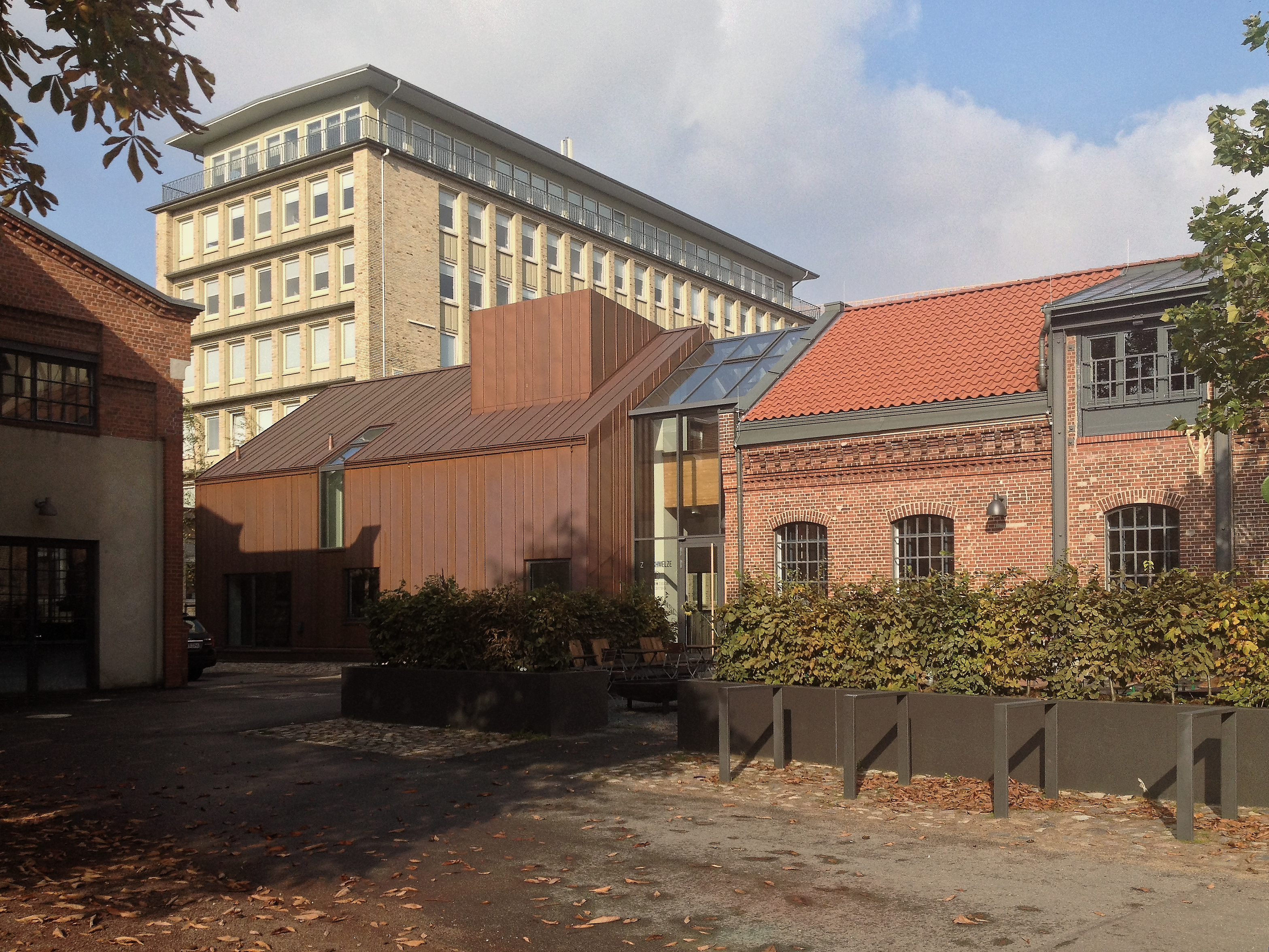
Ansicht des Anbaus im Zustand 2015

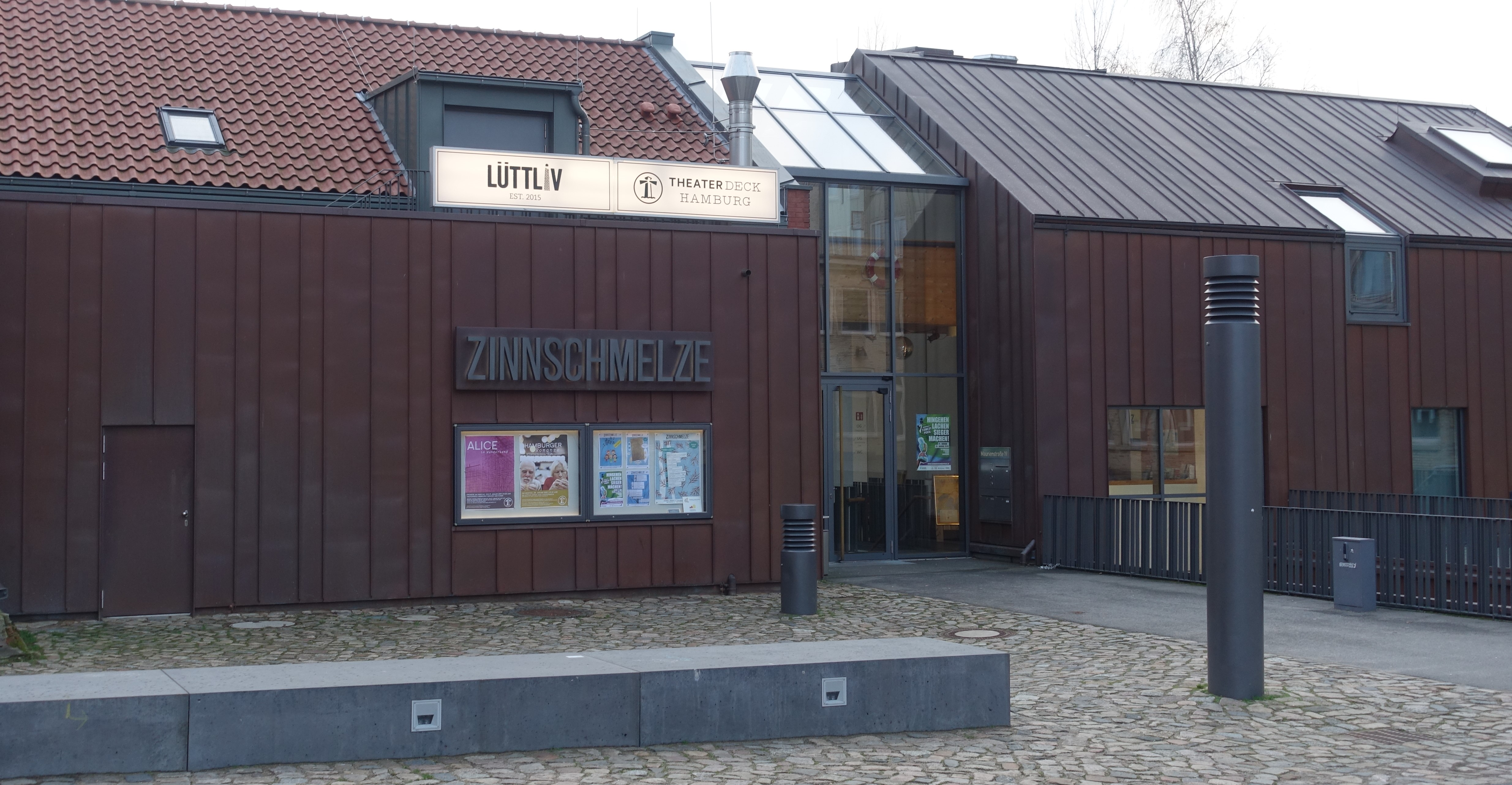
Anbau mit Eingangsbereich 2018

Die Zinnschmelze in Hamburg-Barmbek-Nord ist ein denkmalgeschütztes, ehemaliges Fabrikgebäude und heute ein Kulturzentrum. Sie liegt neben dem Museum der Arbeit und gilt als beispielhaft für eine seehafenabhängige Industrie.

## Gebäude
Unter der Adresse Maurienstraße 19 befindet sich in Hamburg-Barmbek-Nord auf dem Gelände der ehemaligen New-York Hamburger Gummi-Waaren Compagnie und dem heutigen Museum der Arbeit das denkmalgeschützte Gebäude einer ehemaligen Schmelzanlage für Zinn. Es gehört zusammen mit dem Kesselhaus zu den Nebengebäuden der Erweiterung ab 1883, die heute noch als „wichtige [Bauten], die den Produktionsprozess veranschaulichen“ gelten. Hier wurden hauptsächlich metallene Gussformen für Produkte aus Hartkautschuk hergestellt.
Fast alle Fabrikgebäude wurden bei den Bombenangriffen auf Hamburg im Zweiten Weltkrieg zerstört und erst ab den späten 1980er-Jahren wieder grundlegend instand gesetzt und aufgebaut.

## Kulturzentrum
Seit den 1980er-Jahren verwendet ein in diesem Gebäude untergebrachtes Kulturzentrum ebenfalls den Namen Zinnschmelze. Es wurde ursprünglich 1984 eröffnet und wird seit dem durch den gemeinnützigen Trägerverein Barmbeker Verein für Kultur und Arbeit e.V betrieben und verwaltet. Es wird ein regelmäßiges Programm aus Konzerten, Vorträgen und Lesungen sowie diverse Kurse angeboten. Des Weiteren beheimatet die Zinnschmelze das Theaterdeck und das Restaurant Lütt Liv.
Nach einem groß angelegten Umbau wurde die Zinnschmelze im März 2015 nach eineinhalbjähriger Pause neu eröffnet.